# 2016년 런던 시장 선거
2016년 런던 시장 선거 (2016 London mayoral election)은 신임 런던 시장을 선출하기 위해 2016년 5월 5일에 런던 의회 선거와 함께 치러졌다. 이번 선거는 1998년 런던 주민투표를 거쳐 2000년 시장직이 신설된 이래 런던 시장을 뽑는 다섯 번째 선거가 되었다. 선거 방식은 보충투표제를 적용했다.
2016년 런던 시장 선거는 투팅 지역구 노동당 국회의원인 사디크 칸 후보 가 리치먼드 파크 지역구 보수당 의원인 잭 골드스미스 후보 와의 2차 대면투표에서 56.9%의 득표로 당선됐다. 총 12명의 후보가 출마했으나, 노동당과 보수당 두 후보를 제외하고 1차 투표에서 6% 이상 득표한 후보는 없었다.
보리스 존슨 현임 시장은 지난 2015년 총선 당시 억스브리지 사우스라이슬립 선거구에서 보수당 의원으로 당선되면서, 3선 선거에 나서지 않기로 했었다. 그 결과로 이번 선거는 현직 시장이 출마하지 않은 최초의 런던 시장 선거가 되었다.

## 배경

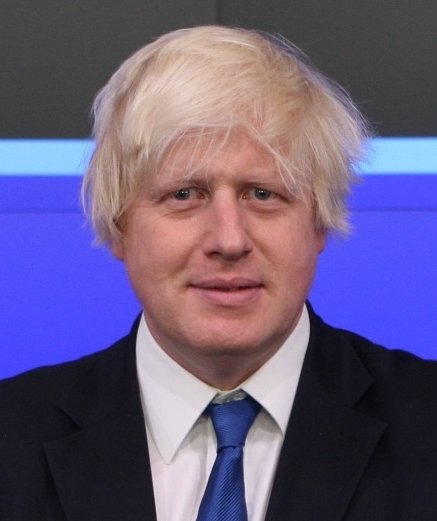
보리스 존슨 전 런던 시장

런던 시장직은 1998년 그레이터런던 당국법으로 신설됐다. 런던 시장은 정책, 교통, 주택, 도시계획, 경제발전, 예술, 문화와 환경, 그리고 매년 1700만 파운드에 달하는 시 예산 등의 총괄 등의 의무를 진다. 시장은 4년 임기로 선출되며 임기 제한 없이 연임할 수 있다.
시장직 신설부터 2016년 시장 선거가 치러지기 전까지 총 두 명의 시장이 재임했다. 이전 시장인 보수당의 보리스 존슨은 2008년 런던 시장 선거 당시 현직 시장이었던 노동당의 킨 리빙스턴을 누르고 시장에 당선돴다. 존슨 시장은 2012년 런던 시장 선거에서 다시 한번 리빙스턴 후보를 누르고 재선에 성공했다. 2016년 시장 선거에서는 리빙스턴도 존슨도 선거에 출마하지 않으면서 리빙스턴 후보가 나서지 않은 첫 선거이자, 현직 시장이 시장직을 지키기 위해 출마하지 않은 첫 선거가 되었다.
지난 시장 선거 이후 노동당은 2015년 영국 총선에서 보수당이 전국적으로 승리했음에도 불구, 런던 지역 표심을 대부분 사로잡는데 성공했다. 2015년 총선에서는 두 당 외에도 10개의 정당이 런던 지역 선거전에 참가해, 영국 독립당 (8.1%), 자유민주당 (7.7%, 1석 획득), 녹색당 (4.7%) 순으로 많은 표를 얻었다.

## 결과
처음에 1차 투표 결과는 칸 후보가 앞서고 있는 것으로 발표됐다. 그러나 이 집계는 곧 철회되었고 공식 결과는 잘못 계산된 표를 집산할 때까지 발표가 연기됐는데, 이 오류가 "몇백 표" 규모에 달한다는 보도가 있었다. 밤 12시 30분경 2차 투표를 포함한 최종 결과가 발표됐는데 칸 후보가 이전 결과보다 골드스미스 후보와의 격차를 벌려나간 것으로 드러났다.
|  | 정당                           | 후보            | 1차 투표  | %     | 2차 투표 | 총합      |
|  | ------------------------------ | --------------- | --------- | ----- | -------- | --------- |
|  | 노동당                         | 사디크 칸       | 1,148,716 | 44.2% | 161,427  | 1,310,143 |
|  | 보수당                         | 잭 골드스미스   | 909,755   | 35.0% | 84,859   | 994,164   |
|  | 녹색당                         | 샨 베리         | 150,673   | 5.8%  |          |           |
|  | 자유민주당                     | 캐롤라인 피존   | 120,005   | 4.6%  |          |           |
|  | 영국 독립당                    | 피터 휘틀       | 94,373    | 3.6%  |          |           |
|  | 여성평등당                     | 소피 워커       | 53,055    | 2.0%  |          |           |
|  | 리스펙트당                     | 조지 갤로웨이   | 37,007    | 1.4%  |          |           |
|  | 틀:정당색/영국을 확인해 주세요 | 폴 골딩         | 31,372    | 1.2%  |          |           |
|  | 마약은 알코올보다 안전하다     | 리 해리스       | 20,537    | 0.8%  |          |           |
|  | 브리튼 국민당                  | 데이비드 퍼니스 | 13,325    | 0.5%  |          |           |
|  | 무소속                         | 프린스 질린스키 | 13,202    | 0.5%  |          |           |
|  | 틀:정당색/영국을 확인해 주세요 | 앵키트 러브     | 4,941     | 0.2%  |          |           |

1차 투표에서 유효표는 총 2,596,961표, 무효표는 49,871표로 투표율은 45.3%였다. 2차 투표에서는 추가로 381,862표가 제2후보 지망 표시로 승인되지 못했고 2,381표가 그 외 다른 사유로 무효표가 되었다.

## 같이 보기
- 그레이터런던
- 런던 시장